# Alma Hanlon
Alma Hanlon (New Jersey, 30 aprile 1890 – Monterey, 26 ottobre 1977) è stata un'attrice statunitense.

## Biografia
La sua carriera cinemtatografica fu molto breve, comprendendo 23 film nell'arco di quattro anni. Nel 1915 esordì in The Fixer con Ben Taggart, nel 1916 recitò con Theda Bara in Gold and the Woman e nel 1917 fu la protagonista con June Elvidge e Irving Cummings di The Whip, diretta da Maurice Tourneur. Terminò la sua carriera nel 1919 con The Profiteer.
Nel 1905 aveva sposato Walter Kingsley (1876 - 1929), un addetto stampa teatrale, con il quale ebbe la figlia Dorothy (1909 – 1997) che divenne negli anni quaranta un'apprezzata sceneggiatrice. Divorziata nel 1917, Alma sposò nel 1918 Louis Myll (1871–1939), un regista di cortometraggi che l'aveva già diretta tre anni prima in Keep Moving, col quale visse fino alla morte di lui, avvenuta nel 1939.
Alma Hanlon morì nel 1977 a Monterey, in California, e fu sepolta nel locale cimitero di San Carlos.

## Filmografia
- The Fixer (1915)
- Keep Moving (1915)

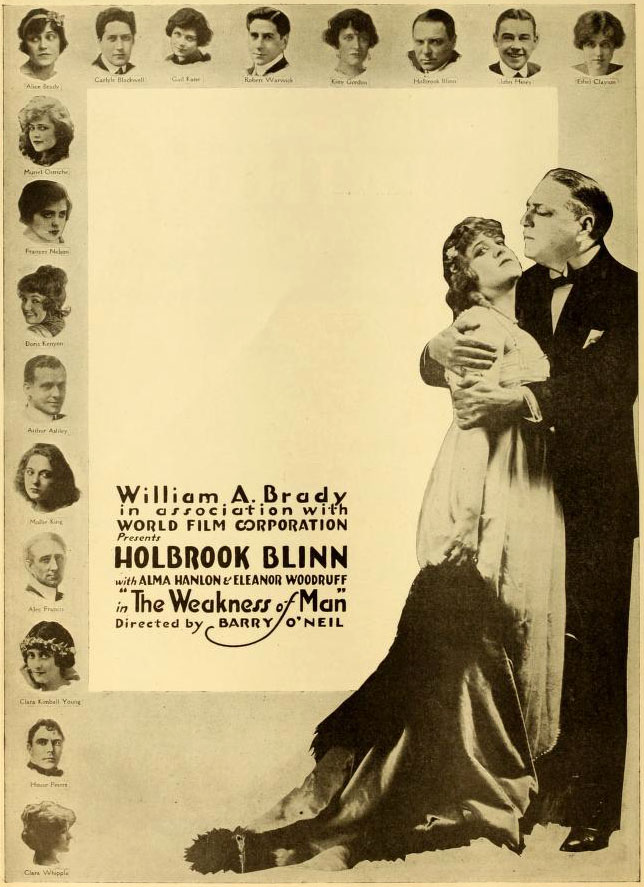
Pubblicità di The Weakness of Man

- The Politicians, regia di Bert Angeles (1915)
- The Law of Blood (1916)
- Wild Oats, regia di Campbell Gollan (1916)
- The Final Curtain (1916)
- Gold and the Woman, regia di James Vincent (1916)
- Going Up (1916)
- The Weakness of Man, regia di Barry O'Neil (1916)
- The Faded Flower (1916)
- The Libertine (1916)
- God of Little Children, regia di Richard Ridgely (1917)
- Pride and the Devil (1917)
- The Whip, regia di Maurice Tourneur (1917)
- The Law That Failed (1917)
- The Great Bradley Mystery (1917)
- The Mystic Hour, regia di Richard Ridgely (1917)
- Musty's Vacation, regia di Louis Myll - cortometraggio (1917)
- The Golden God (1917)
- When You and I Were Young (1917)
- Public Defender (1917)
- The Sins of the Children (1918)
- The Profiteer (1919)